# The Foundling
Pour plus de détails, voir Fiche technique et Distribution.
The Foundling est un film muet américain de John B. O'Brien, sorti en 1916.

## Synopsis
Sa chère femme étant morte en couches, David King méprise le bébé et part vivre en Italie pour y poursuivre sa carrière artistique. Alors que King devient un peintre reconnu, sa fille Molly O grandit dans un orphelinat, sans connaître l'identité de son père. Lorsque la gloire et la fortune lui redonnent goût au bonheur, King est pris de remords à propos de sa fille délaissée. À son retour à New York, il se renseigne à propos de Molly O à l'orphelinat, mais il est abusé et la directrice lui confie sa propre nièce à la place. Molly O réside en fait avec Mme Grimes, une cruelle tenancière de pension de famille, qui la traite plus comme une servante que comme sa fille adoptive. Alors que Molly O essaye de sauver une portée de chiots de la fourrière, elle rencontre King dans la rue. Conquis par son charme, il la ramène chez lui. Il s'ensuit une série d'incidents impliquant l'usurpatrice et sa mère, après lesquels King découvre la véritable identité de Molly O.

## Fiche technique
- Titre original : The Foundling
- Réalisation : John B. O'Brien
- Scénario : Frances Marion
- Direction artistique : Jack Holden
- Photographie : H. J. Siddons
- Production : Daniel Frohman, Adolph Zukor
- Société de production : Famous Players Film Company
- Société de distribution : Paramount Pictures Corporation
- Pays d’origine :  États-Unis
- Langue originale : anglais
- Format : Noir et blanc — 35 mm — 1,37:1 — Muet
- Genre : Comédie dramatique
- Durée : 5 bobines
- Dates de sortie :  États-Unis : 3 janvier 1916
- Licence : domaine public

## Distribution
- Mary Pickford : Molly O
- Edward Martindale : David King
- Maggie Weston : Mme Grimes
- Mildred Morris : Jennie
- Marcia Harris : Julia Ember
- Tammany Young : escroc